# Gregorio Paparoni
Gregorio Paparoni (mort vers 1099) est un cardinal du XIe siècle . 

## Biographie
Le pape Urbain II le crée cardinal lors d'un consistoire en 1088.

## Sources
- Fiche du cardinal sur le site fiu.edu